# Інтерлейкін-21
IL21 (англ. Interleukin 21) – білок, який кодується однойменним геном, розташованим у людей на короткому плечі 4-ї хромосоми.  Довжина поліпептидного ланцюга білка становить 155 амінокислот, а молекулярна маса — 17 923.
| 10         |  | 20         |  | 30         |  | 40         |  | 50         |
| ---------- |  | ---------- |  | ---------- |  | ---------- |  | ---------- |
| MERIVICLMV |  | IFLGTLVHKS |  | SSQGQDRHMI |  | RMRQLIDIVD |  | QLKNYVNDLV |
| PEFLPAPEDV |  | ETNCEWSAFS |  | CFQKAQLKSA |  | NTGNNERIIN |  | VSIKKLKRKP |
| PSTNAGRRQK |  | HRLTCPSCDS |  | YEKKPPKEFL |  | ERFKSLLQKM |  | IHQHLSSRTH |
| GSEDS      |  |            |  |            |  |            |  |            |

A: Аланін

C: Цистеїн

D: Аспарагінова кислота

E: Глутамінова кислота

F: Фенілаланін

G: Гліцин

H: Гістидин

I: Ізолейцин

K: Лізин

L: Лейцин

M: Метіонін

N: Аспарагін

P: Пролін

Q: Глутамін

R: Аргінін

S: Серин

T: Треонін

V: Валін

W: Триптофан

Кодований геном білок за функцією належить до цитокінів. 
Задіяний у такому біологічному процесі як альтернативний сплайсинг. 
Секретований назовні.